# 孟仁裕
孟仁裕（927年—970年），字鸣谦，中國五代十国時代人物，后蜀高祖孟知祥的儿子，孟昶的弟弟。
开始担任左威卫将军同正。广政十三年（950年），封为彭王、检校太傅，二十年（957年），领武泰军节度使。二十四年（961年），检校太尉。北宋灭后蜀，宋太祖命他为检校太傅、右监门卫上将军。后转任右羽林卫。开宝三年（970年）去世，年四十四岁，赠太子太傅。